# Centrodora miltoni
Centrodora miltoni är en stekelart som först beskrevs av Girault 1915.  Centrodora miltoni ingår i släktet Centrodora och familjen växtlussteklar. Inga underarter finns listade.